# Rébellion mapuche de 1881
 (septembre 2018).
Si vous disposez d'ouvrages ou d'articles de référence ou si vous connaissez des sites web de qualité traitant du thème abordé ici, merci de compléter l'article en donnant les références utiles à sa vérifiabilité et en les liant à la section « Notes et références ».
La rébellion mapuche de 1881 est la dernière grande rébellion des Mapuches d'Araucanie. Elle survient au cours de la dernière phase de l'occupation de l'Araucanie (1861-1883) par l'État chilien. C'est le point culminant des hostilités entre le Chili et les Mapuches. Le soutien des Mapuches à la rébellion n'est pas unanime : certains groupes se rallient à la République chilienne et d'autres se déclarent neutres. Elle se solde par la défaite des Mapuches et l'occupation complète de l'Araucanie par le Chili.

## Déroulement
Le révolte était prévue pour le 5 novembre mais, le 3 novembre 1881, un groupe de Mapouches attaque par erreur les forts de Quillem et Recabarren commençant officiellement la rébellion,.
Initialement, les Mapouches battent les soldats chiliens de Quillem mais l'assaut met en alerte les garnisons chiliennes de toute l'Araucanie, qui se réfugient dans leurs fortins,.
Le 5 novembre, 400 guerriers Mapouches guidés par Louis Marileo Colipí attaquent le fort de Lumaco.Après que les chiliens ont envoyé des renforts à Lumaco, les assaillants se retirèrent.
Le 6 novembre, des mouvements Mapouches suspects sont observés en proximité de Nueva Imperial.
Le 7 novembre, la ville de Nueva Imperial est attaquée et détruite par les Mapouches,.
Pendant ce temps, des rebelles attaquent la ville de Toltén qui est défendue par des Mapouches alliés du Chili ainsi qu'une cinquantaine de soldats chiliens. Des soldats chiliens protègent la ville de San José de la Mariquina, qui est aussi sous attaque, en construisant des fortifications et en creusant des tranchées.
Dans les deux villes, les femmes sont évacuées vers Valdivia et les hommes sont préparés au combat. La tombée de San José de la Mariquina serait catastrophique pour le Chili car elle ouvrirait le chemin qui mêne à Valdivia aux rebelles.
Dans les assauts sur Toltén, les Mapouches rebelles sont soutenus par les Costinos qui étaient neutres jusque là. Après la prise de Toltén, les rebelles Mapouches et les Costinos avancent vers Arauco puis Tirua,. Durant la bataille de Tirua, les Costinos ont souffert de lourdes pertes.
Les engagements les plus meurtriers ont lieu au fort de Ñielol et au fort de Temuco situés au centre de l'Araucanie. Dans le fort de Ñielol se trouvait Venacio Coñoepán et 60 soldats chiliens.
Le 9 novembre, les rebelles échouent à prendre le fort de Ñielol mais commencent un siège du fort.
Le 10, des renforts Mapouches provenant de Traigén sont défaits par les troupes chiliennes et Ñielol est libérée de son siège. après la victoire de Ñielol, les troupes chiliennes sont envoyées à Temuco, qui était aussi encerclée.
Après les défaites de Ñielol et Temuco, la défaite totale des Mapouches était évidente.